# Newton Park
Newton Park var en civil parish 1866–1955 när det uppgick i Meldon, i grevskapet Northumberland i England. Civil parish var belägen 4 km från Morpeth och hade 8 invånare år 1951.